# Селудонг
Краљевство Селудонг, само Селудонг или Мајнила (фил./таг. Kaharian ng Maynila) била је велика мандала у 16. веку, смештена на подручју данашње Маниле на Филипинима. Представљала је вазалну државу Брунејске империје и једну од три главне мандале које су у то време доминирале подручјем око ушћа реке Пасиг, све до доласка Шпанаца.

## Етимологија
Најранији записи показују да је Мајнила названа према јамстик мангрову (лат. Scyphiphora hydrophyllacea, биљка претходно позната као лат. Ixora manila Blanco), чије је месно име било „нила” или „нилад”, пре него што су шпански колонизатори стигли на Филипине крајем 16. века. Реч maynila се преводи као „има ниле (овде)”, а алтернативно име је било maynilad. Ема Хелен Блер у вишетомној колекцији филипинских докумената под називом The Philippine Islands пише да је „име Манила изведено из тагалошке речи Манилад, што значи ’место обрасло ниладом’, малом биљком који има беле цветове”; овај опис се подудара са изгледом биљке Scyphiphora hydrophyllacea / Ixora manila.

### Нила или нилад
Међутим, постоји много неслагања међу историчарима око тога на коју се биљку односи назив и да ли је биљка заправо имала име „нила” или „нилад”. Друге биљке указују да порекло назива вуче корене до индиго биљке (лат. Indigoferra tinctori) и врсте мангрова (лат. Lumnitzera littorea).
Историчари Амбет Окампо и Кармен Гереро Накпил тврде да се уместо nila у данашњем модерном друштву користи назив nilad јер људи нису навикнути на стварно име биљке. На свом Фејсбук профилу, Окампо је написао: „Неки идиот је додао д и добили смо Мајнилад, Махарнилад и Лагуснилад! У Фр. Бланковој Flora de Filipinas [из] цирка 1877. налазимо Ixora manila. Нема д након нила.”
Одређен број ранијих извора оповргава ове тврдње, с друге стране, и указује на то да се назив nilad користио за биљку индиго (лат. Indigoferra tinctoria) — потпуно другу биљку.
Хулио Накпил тврди да је изостављање д на крају имена вероватно грешка Шпанаца: „Maynilad нам се чини разумним из следећег разлога: префикс may- значи ’имати’ или ’има’ (mayroon), а префикс ma- значи ’обилан’ (marami); а nilad је ’жбун’ такође познат као sagasa (Lumnitzera littorea), који расте у изобиљу дуж обала Маниле, па је из овог разлога звана Manilad пре и након доласка Шпанаца који су, због свог искривљеног изговора нашег језика, изоставили последње слово, претворивши [назив] у Manila.”

## Историја

### Брунејска инвазија Тонда (1500)
Око 1500. године, Султанат Брунеј под владавином султана Болкијаха напао је Краљевство Тондо и основао град са малајским именом Селуронг (који је касније постао Мајнила) на супротној обали реке Пасиг. Традиционалне раџе Тонда, лакандуле, повратили су своје титуле и имања али је стварна политичка моћ остала у краљевској кући Солиман (раџе Маниле).
Исламизацијом је извршена насилна конверзија грађана Тонда и Маниле на другу веру. Брунејци су поставили муслиманске раџе за владаре, Сулејмана и Матанду на југу (где је данас дистрикт Интрамурос), а будистичким и хиндуистичким насељима у северном Тундуну је управљао Лакан Дула (где је данас Тондо). Јачањем ислама друге религије у архипелагу почеле су постепено да нестају.
Инкорпорисање у Султанат Брунеј (1500)
Тондо је постао толико моћан да је око 1500. године Брунејски султанат којим је управљао султан Болкијах спојио краљевским удруживањем Гата Лонтока, који је касније постао раџа Намајана, и Дајанга Кајлангитана; настао је град малајског назива Селуронг (данашња Манила). Основан је на обалама реке Пасиг. Традиционални владари Тонда, лакандуле, повратили су своје титуле и територије прихватајући ислам, али стварна политичка моћ прешла је у руке најмоћније трговачке породице Сулејман (раџе Маниле).

### Оснивање
Први становници данашње Маниле ушли су у трговачке односе са азијским суседима те хинду империјама на Јави и Суматри, како потврђују археолошки проналасци. Трговачке везе са Кином постале су веома јаке до 10. века, а веза са арапским трговцима била је на врхунцу у 12. веку.
Током владавине султана Болкијаха (1485—1521) Брунејска империја је одлучила да сломи монопол Тонда у кинеској трговини нападом и оснивањем мандале Селудонг (Мајнила) као брунејске сателитске државе. Ово је опричано у таусушким и малајским краљевским историјама, где се имена Селудонг, Салудонг и Селуронг користе за Манилу пре него што је извршена колонизација.

### Почетак шпанског колонијалног раздобља
Средином 16. века, облашћу данашње Маниле управљале су аутохтоне раџе. Раџе Матанда (чије је право име забележено у Легаспијевој експедицији: Аче [Ache]) и његов нећак Сулејман (познат и као раџа „Мура” или „Муда”, санскртски назив за принца) управљали су муслиманским заједницама јужно од реке Пасиг, укључујући Манилу; Лакан Дула је управљао немуслиманским Тондом северно од реке Пасиг. Ова насеља одржавала су везе са султанатом Брунеј, Сулу и Тернате у Индонезији (не поистовећивати са Тернатеом у данашњем Кавитеу на Филипинима).
Мајнила је за седиште имала тврђаву на ушћу реке Пасиг (кота означава тврђаву или град на малајском). Када су Шпанци дошли и извршили инвазију на Манилу, Коту Селуронг или Град Селуронг (Мајнила) описали су као насеље са тврђавом од набијене земље са палисадама и топовима између зидина. Ови топови су били домаће израде, а исковали су их Пандај Пираји; месно су били познати под називом лантака. Након што су Шпанци извршили инвазију и спалили Коту Селуронг до темеља, изградили су хришћански камени крад Интрамурос на остацима исламске Маниле.